# Sárkány Pál
Sárkány Pál (Elek, 1921. december 14. – Budapest, 2000. február 21.) könyvkiadó, szerkesztő, mezőgazdasági, kinológiai és futurológiai szerző.

## Élete
Szülei uradalmi cselédek voltak. Két testvére volt: György agrármérnök lett, Mária tanítónő.
Tanulmányait a csárdaszállási osztatlan tanyai iskolában kezdte, majd a karcagi gimnáziumban folytatta. Ezután nyomdászinas lett.
1938-ban elindult egy országos irodalmi novellapályázaton, amelyen 500 pengőt nyert. 
Ennek hatására ösztöndíjasként beiratkozhatott a Békéscsabai Mezőgazdasági Középiskolába, ahol 1942-ben kitüntetéssel érettségizett. Még abban az évben behívták tényleges katonai szolgálatra, Rétságra.
Egyetemi tanulmányait a József Nádor Műegyetem Mezőgazdasági és Állatorvosi Karán kezdte 1943-ban.
1944-ben frontszolgálatra osztották be, november 19-én Ecsernél megsebesült. Budapesti, soproni, németországi, majd hollandiai hadikórházba került. 1945. március végén esett amerikai hadifogságba, ahonnan 1945 szeptemberében szabadult.
Egyetemi tanulmányait a Budapesti Agráregyetemen fejezte be 1947-ben népi kollégistaként.
1946-tól 1947-ig a Nemzeti Parasztpárt Országos Központja mezőgazdasági osztályának munkatársa volt. 1948-ban agrártudományi doktorrá avatták.
1948-tól 1956-ig a Földművelésügyi Minisztériumban, majd 1957-től 1962-ig a Központi Népi Ellenőrzési Bizottságnál dolgozott. 1962-ben lett a Mezőgazdasági Könyvkiadó igazgatóhelyettese, majd 1964-től 1987-ig igazgatója.
1965-től 1983-ig a Magyar Ebtenyésztők Országos Egyesületének volt az elnöke.
1966-ban elindította a Kutya című lapot, megszervezte a Hungária Kynológia Kongresszust, és fő szervezője volt az 1971. évi Budapesti Vadászati Világkiállításnak.
1968-tól 1970-ig a Nemzetközi Kynológiai Szövetség, az FCI elnöke volt.
1975-ben a mezőgazdasági tudományok kandidátusa, majd 1983-ban doktora lett. 1983-ban Eötvös Loránd-díjban részesült.
1987-ben nyugdíjba ment. Még ebben az évben a Biotechnológiai Kutató Központ tudományos tanácsadója és a Tudományos Akadémia Jövőkutatási Bizottságának a tagja lett.

## Főbb művei
- A harmadik évezred küszöbén, 1968
- Biológiai ipar, 1974
- A kutya, 1975
- A vadászat kézikönyve, 1975
- Nemzetközi kinológiai enciklopédia, 1976
- A világélelmezési válság, 1979
- Nemzetközi agrárstratégiák, 1990